# Giro di Lombardia 1986
Il Giro di Lombardia 1986, ottantesima edizione della corsa, fu disputata il 18 ottobre 1986, per un percorso totale di 262 km. Fu vinta dall'italiano Gianbattista Baronchelli, giunto al traguardo con il tempo di 7h07'07" alla media di 36,805 km/h.
Presero il via da Como 168 ciclisti, 31 di essi portarono a termine la gara.

## Classifica (Top 10)
| Pos. | Corridore                | Squadra                     | Tempo    |
| ---- | ------------------------ | --------------------------- | -------- |
| 1    | Gianbattista Baronchelli | Del Tongo-Colnago           | 7h07'07" |
| 2    | Sean Kelly               | KAS-Mavic                   | a 15"    |
| 3    | Phil Anderson            | Panasonic                   | s.t.     |
| 4    | Leo Schönenberger        | Dromedario-Laminox-Fibok    | s.t.     |
| 5    | Acácio da Silva          | Malvor-Bottecchia-Vaporella | s.t.     |
| 6    | Flavio Giupponi          | Del Tongo-Colnago           | s.t.     |
| 7    | Jörg Müller              | KAS-Mavic                   | a 7'03"  |
| 8    | Alfred Achermann         | KAS-Mavic                   | a 7'34"  |
| 9    | Luciano Rabottini        | Vini Ricordi                | s.t.     |
| 10   | Niki Rüttimann           | La Vie Claire-Radar         | s.t.     |